# Stone of Remembrance

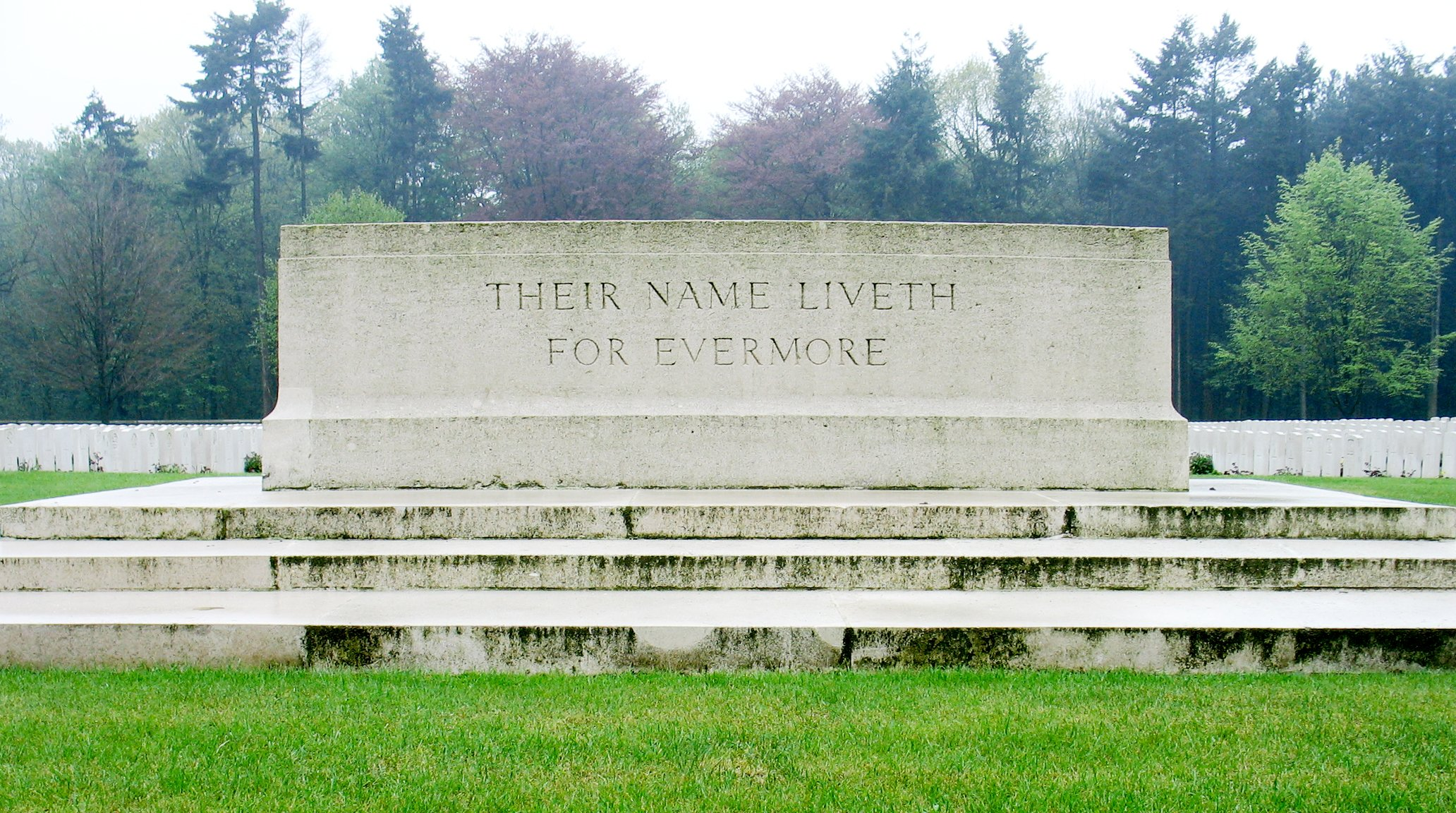
Stone of Remembrance op Buttes New British Cemetery, Polygon Wood in België

De Stone of Remembrance is een gedenksteen die terug te vinden is op honderden militaire begraafplaatsen van de Commonwealth War Graves Commission (CWGC) ter nagedachtenis van de gesneuvelden. De steen werd ontworpen door de Britse architect Edwin Lutyens. Het is een van de standaardgedenktekens op de Britse begraafplaatsen, naast het Cross of Sacrifice.

## Ontwerp
Op verzoek van Fabian Ware, oprichter en hoofd van de Imperial War Graves Commission (de latere CWGC), bezochten Lutyens en andere architecten in juli 1917 oorlogsbegraafplaatsen in Frankrijk om hun idee te geven over hoe de slachtoffers van de Eerste Wereldoorlog konden worden herdacht. In brieven en memoranda in mei en augustus 1917 schreef Lutyens naar Ware:
On platforms made of not less than three steps... place one great stone of fine proportion 12 feet long and finely wrot – without undue ornament and tricky and elaborate carvings – and inscribe thereon one thought in clear letters so that all men for all times may read and know the reason why these stones are placed throughout France – facing the West and facing the men who lie looking ever eastward towards the enemy.— Brief van Luytens naar Ware in mei 1917, uit: Lutyens and the Great War (Tim Skelton en Gerald Gliddon, 2008)
Hij stelde dus een grote herdenkingssteen voor op een platform van drie tredes, met daarop een zinvolle inscriptie. In tegenstelling tot het Cross of Sacrifice had de steen opzettelijk een neutrale vorm. Hoewel hij soms eens met een sarcofaag of een altaar werd vergeleken, was de vorm abstract bedoeld, zonder naar enige religie te verwijzen. Er was tijdens het ontwerp- en goedkeuringsproces toch onenigheid tussen diegenen die een seculiere architectuur verdedigden en diegenen die voor christelijke symbolen kozen. Uiteindelijk werden zowel het Cross of Sacrifice van Reginald Blomfield als de Stone of Remembrance van Edwin Lutyens aangenomen. Het Cross werd geplaatst in verschillende formaten, afhankelijke van de grootte van de begraafplaats; de Stone zou enkel geplaatst worden op begraafplaatsen met meer dan 1000 slachtoffers, weliswaar telkens in hetzelfde formaat.
Elke steen is 3,5 meter lang en 1,5 meter hoog. De geometrie was gebaseerd op studies van het Parthenon en ontworpen naar het entasisprincipe, waarbij subtiele curven in het ontwerp werden verwerkt.
Tijdens het ontwerp waren er verschillende suggesties voor het opschrift en uiteindelijk werd gekozen voor een zin van de Britse auteur, dichter en Nobelprijslaureaat Rudyard Kipling, wiens enige zoon in de oorlog was omgekomen. Het opschrift is een citaat uit het Boek Ecclesiasticus:
THEIR NAME LIVETH FOR EVERMORE
De steen werd later ook geplaatst op begraafplaatsen van de Tweede Wereldoorlog.